# 郷ひろみヒット全曲集

## 1975年度盤
『郷ひろみヒット全曲集』（ごうひろみヒットぜんきょくしゅう）は、日本のアイドル歌手・郷ひろみが1975年11月1日にCBS・ソニーレコードから発売した2枚目のベストアルバムである。

### 内容
前作『ひろみの旅』から約5ヶ月ぶり、ベストアルバムとしても『郷ひろみデラックス』から約5ヶ月ぶりの作品。
前作と異なり、今作は3rdシングル「天使の詩」を除く全シングルの表題曲を収録したシングル・コレクション形態で発売された。
オリコンチャート初登場21位を獲得。初めてトップ10から外れてしまった。

### 収録曲
1. 誘われてフラメンコ
13thシングルの表題曲。アルバム初収録。
2. 花のように 鳥のように
12thシングルの表題曲。
3. わるい誘惑
11thシングルの表題曲。
4. 花とみつばち
8thシングルの表題曲。
5. 君は特別
9thシングルの表題曲。
6. よろしく哀愁
10thシングルの表題曲。
7. 男の子女の子
1stシングルの表題曲。
8. 小さな体験
2ndシングルの表題曲。
9. 愛への出発
4thシングルの表題曲。
10. 魅力のマーチ
6thシングルの表題曲。
11. モナリザの秘密
7thシングルの表題曲。
12. 裸のビーナス
5thシングルの表題曲。

### タイアップ
- NET系列ドラマ『ちょっとしあわせ』主題歌 (#6)

## 1976年度盤
『郷ひろみヒット全曲集』（ごうひろみヒットぜんきょくしゅう）は、日本のアイドル歌手・郷ひろみが1976年11月1日にCBS・ソニーレコードから発売した4枚目のベストアルバムである。

### 内容
前作『街かどの神話』から1週間ぶり、ベストアルバムとしては『ベスト・オブ・ベスト 郷ひろみのすべて』から約5ヶ月ぶりの作品。
今作は主に前年度の同名アルバム以降に発売された作品を対象に選曲されている。

### 収録曲
1. あなたがいたから僕がいた
18thシングルの表題曲。
2. 雨にひとり
6thアルバムの収録曲。
3. 恋の弱味
16thシングルの表題曲。
4. 小さな体験
2ndシングルの表題曲。
5. ある日をさかいに
自身主演の映画のサウンドトラック『「さらば夏の光よ」オリジナル・サウンドトラック』の収録曲。
6. 逢えるかもしれない
14thシングルの表題曲。
7. 20才の微熱
17thシングルの表題曲。
8. 裸のビーナス
5thシングルの表題曲。
9. 夢みる頃をすぎて
15thシングルのカップリング曲。
10. よろしく哀愁
10thシングルの表題曲。
11. 誘われてフラメンコ
13thシングルの表題曲。
12. バイ・バイ・ベイビー
15thシングルの表題曲。

### タイアップ
- NET系列ドラマ『ちょっとしあわせ』主題歌 (#10)